# Юный балтиец
«Ю́ный балти́ец» — учебное парусно-моторное судно, было построено для Ленинградского дворца пионеров и школьников. С 2012 года находится в оперативном управлении у Санкт-Петербургского морского технического колледжа имени адмирала Д. Н. Сенявина.

## История
Судно было заложено на Балтийском заводе в 1988 и спущено на воду в 1989 году. 2 июня 1989 года был поднят флаг СССР. Оно стало первым учебным парусником, построенным в России с 1913 года (до этого учебные парусники строились в Германии или Польше). Принадлежало морскому клубу «Юнга» Санкт-Петербургского городского Дворца творчества юных. За всё время своего существования «Юный балтиец» принял участие во многих регатах и парусных праздниках:
- «Windjammer» — 90 (Бремерхафен)
- «Delfzijl» — 91-98 (Делфзейл)
- «Columbus» — 92 (Бремерхафен)
- Брест — 1992 (Брест)
- «Hanse Sail» — 1992-93-94-95-96-97-98-2008-09-10 (Росток)
- «Cutty Sark» — 93 (Ньюкасл-апон-Тайн — Берген — Ларвик)
- «Eurosail» — 93 (Антверпен)
- «Grosssail» — 94 (Куксхафен)
- «Армада Либерти» — 94 (Руан)
- «Travemunde Woche» — 95-97-98 (Травемюнде)
- «Sail» — 95 (Бремерхафен)
- «Cutty Sark» — 96 (Росток — Санкт-Петербург)
- «Sail Gdansk» (Гданьск)
- «Sail Stockholm» — 98 (Стокгольм)
- «Kotka Sail» — 98 (Котка)
- The Tall Ships Races[англ.] — 2009 (Гдыня — Санкт-Петербург)
- «Baltic Sail» — 2008—2009 (Росток — Карлскруна)

В августе 2012 года «Юный балтиец» был передан от Городского дворца творчества юных в управление Морскому техническому колледжу Санкт-Петербурга.

## Характеристики
Двухмачтовая шхуна с гафельно-бермудским вооружением. Высота мачт — 32 м; мощность главного двигателя — 1000 л. с.
Экипаж — 51 человек, в том числе 32 практиканта (возраст 14—18 лет).
Класс судна — KM(*)[1] R2 special purpose ship Российского морского регистра судоходства (РС).
Регистровый номер — 885379. Номер ИМО — 8827038. Позывной сигнал: UFWT.
Порт приписки: Санкт-Петербург.